# The Broken Code
The Broken Code (o traducido como "La infracción del código") es el cuarto episodio de la novena temporada de la serie de televisión de CBS How I Met Your Mother y el episodio número 188 en total.

## Reparto
| - Josh Radnor como Ted Mosby - Jason Segel como Marshall Eriksen - Cobie Smulders como Robin Scherbatsky - Neil Patrick Harris como Barney Stinson - Alyson Hannigan como Lily Aldrin - Cristin Milioti como La Madre (ausente) - Bob Saget como Futuro Ted Mosby (voz, no acreditado) | - Billy Zabka - Él mismo - Tim Gunn - Él mismo - Melissa Tang - Amanda - Marshall Manesh - Ranjit - Ellen D. Williams - Patrice |

## Trama
Recogiendo del episodio anterior el viernes a las 3:00 p. m., 51 horas antes de la boda, Barney confronta a Ted sobre su reunión con Robin en el parque, específicamente el tierno momento que Ted había compartido con ella al tomar su mano. Ted explica que estaba allí sólo para consolar a Robin como un amigo, y Barney aparentemente lo acepta.
Lily ha mejorado su Marshalmohada para incorporar una pantalla de video para que Marshall pueda comunicarse a través de video chat mientras está en camino a Farhampton. Robin está impresionada con ella, pero desea que Lily hubiera puesto más tiempo en la planificación de su despedida de soltera, en el cual nadie excepto Patrice se había presentado (para la ira de Robin). Lily se disculpa, diciendo que estaba demasiado ocupada planeando mudarse a Roma, pero más tarde revela que no vino nadie porque Robin no parece tener ninguna amiga. Robin admite que tiene problemas para conectarse con otras mujeres, y Lily decide que Robin debe tener al menos una amiga mientras está ausente en Roma durante un año. Lily hace que Robin trate de hacerse amiga de las mujeres en el bar del hotel y eventualmente conecta con alguien que comparte su amor por el hockey. Lily se pone inmediatamente celosa y le ahuyenta, y las dos deciden que van a estar bien mientras se tengan la una a la otra.
Mientras Ted se jacta de ser el padrino de boda, incluyendo la planificación de un juego de póker para Barney y escribir a mano las cartas de mesa para la recepción en caligrafía, Barney le informa Ted que accidentalmente olvidó las tarjetas, las que Ted se compromete con prontitud a rehacer. Como parte de las tareas de padrino de Ted, Barney también le pide a Ted para pasar de su actual cuarto al sótano para dar lugar a un pariente y para albergar las jaulas de las palomas a ser utilizadas en la boda. Al entregar las tarjetas a Barney (después de tener que corregirlas nuevamente), Ted se da cuenta de que Barney está enojado porque se tomó de la mano con Robin. Barney ha escogido a Billy Zabka para ser el padrino, quien, junto con Tim Gunn (quien, según lo visto anteriormente en episodios anteriores, es el sastre personal de Barney), ya han empezado el juego de póker. Barney reclama que las acciones de Ted van en contra del Bro Code, a lo que Ted no está de acuerdo. Incapaz de decidir quién tiene razón, los dos preguntan a Marshall (a través del video chat) para opinar. Marshall le pide a los dos recrear los acontecimientos, con Ted tomando la mano de Barney y ofreciéndole comodidad y ver si se siente raro o no. Ted admite que todavía a veces tiene sentimientos por Robin, pero promete a Barney que no hará nada para interponerse entre ellos y que intentará dejar atrás esos sentimientos. Barney perdona a Ted y durante una partida de póker, Barney le reinstala como el padrino, ante el evidente disgusto de Zabka.

## Blog de Barney
Barney hace un comunicado de prensa sobre varias grandes compañías aéreas y fabricantes de automóviles, y dos religiones acordando distribuir copias del Bro Code a sus clientes y socios, cortesía de Barney Stinson Enterprises.